# Mercedes McNab
Mercedes Alicia McNab (14 de marzo de 1980) es una actriz canadiense, conocida por su interpretación de Harmony Kendall en las series de televisión, Buffy the Vampire Slayer y Angel.

## Vida privada
Mercedes se casó con su novio Mark Henderson el sábado 12 de mayo de 2012 en La Paz, México. Luego de su boda, ella se retiró de la actuación. Entre los invitados estaba la actriz y cantante Taryn Manning.
El 25 de febrero de 2013 dio a luz a su primera hija, Vaunne Sydney.

## Filmografía
| Año       | Programa                      | Personaje         | Notas                                            |
| --------- | ----------------------------- | ----------------- | ------------------------------------------------ |
| 1991      | The Addams Family             | Girl Scout        |                                                  |
| 1992      | Harry and the Hendersons      | Lisa              | Episodio "The Genius"                            |
| 1993      | Addams Family Values          | Amanda Buckman    |                                                  |
| 1995      | Diagnosis Murder              | Christy           | 1 episodio                                       |
| 1997-2001 | Buffy the Vampire Slayer      | Harmony Kendall   | Papel recurrente, 16 episodios                   |
| 2001-2004 | Angel                         | Harmony Kendall   | Invitada temp. 2, principal tem. 5, 17 episodios |
| 2002      | Dawson's Creek                | Grace             | Episodio "Downtown Crossing"                     |
| 2002      | Boston Public                 | Mickey Tanner     | Episodio "Chapter 38"                            |
| 2004      | Run of the House              | Katie             | Episodio "Undercover Brother"                    |
| 2006      | Miles from Home               | Ginger            | Cortometraje                                     |
| 2006      | Hatchet                       | Misty             |                                                  |
| 2006      | Supernatural                  | Lucy              | Episodio "Fresh Blood"                           |
| 2006      | Reaper                        | Holly             | Episodio "Love, Bullets and Blacktop"            |
| 2006      | Dark Reel                     | Tara Leslie       | Directo a DVD                                    |
| 2007      | Crossing Jordan               | Natalie           | Episodio "In Sickness & in Health"               |
| 2008      | Chuck                         | Dr. Jill Roberts  |                                                  |
| 2008      | Psych                         | Viki Jenkins      | Episodio "Daredevils!"                           |
| 2008      | XII                           | Vicki             |                                                  |
| 2008      | Vipers                        | Georgie           | Película para TV                                 |
| 2009      | Mentes criminales             | Brooke Lombardini | Episodio "Cold Comfort"                          |
| 2010      | Hatchet II                    | Misty             |                                                  |
| 2010      | Medium Raw: Night of the Wolf | Gillian Garvey    | Película para TV                                 |
| 2011      | Glass Heels                   | Carla             | Película para TV                                 |